# Lijst van steden en dorpen in Noord-Brabant
Lijst van Noord-Brabantse steden, dorpen en buurtschappen met een verwijzing naar de gemeente waaronder ze vallen. Wat wel en wat niet in de lijst komt, is bepaald door de index van de Topografische Atlas 1:25000, voor het laatst uitgegeven in 2004 door de ANWB. Eventuele wijzigingen betreffende gemeentelijke herindelingen zijn meegenomen t/m 2019.

## A
- Aalst (dorp in de gemeente Waalre)
- Aalstvoort (buurtschap in de gemeente Oss)
- Aarle (buurtschap in de gemeente Best)
- Aarle-Rixtel (dorp in de gemeente Laarbeek)
- Abcoven (buurtschap in de gemeente Goirle)
- Acht (dorp in de gemeente Eindhoven)
- Achterbosch (buurtschap in de gemeente Asten)
- Achterbosch (buurtschap in de gemeente Laarbeek)
- Achterbroek (buurtschap in de gemeente Someren)
- Achtereind (buurtschap in de gemeente Waalre)
- Achterdijk (buurtschap in de gemeente Moerdijk)
- Achterste Brug (buurtschap in de gemeente Valkenswaard)
- Achterste Diesdonk (buurtschap in de gemeente Asten)
- Achterste Heide (buurtschap in de gemeente Oss)
- Achterste Heikant (buurtschap in de gemeente Reusel-De Mierden)
- Achterste Hermalen (buurtschap in de gemeente Meierijstad)
- Achterste Rith (buurtschap in de gemeente Breda)
- Achtmaal (dorp in de gemeente Zundert)
- Akker (buurtschap in de gemeente Roosendaal)
- Almkerk (hoofdplaats van de gemeente Altena)
- Alphen (hoofdplaats van de gemeente Alphen-Chaam)
- Alphen-Oosterwijk (buurtschap in de gemeente Alphen-Chaam)
- Alvershool (buurtschap in de gemeente Nuenen, Gerwen en Nederwetten)
- Andel (dorp in de gemeente Altena)
- Anneville (buurtschap in de gemeente Alphen-Chaam)
- Arendnest (buurtschap in de gemeente Boekel)
- Asdonk (buurtschap in de gemeente Laarbeek)
- Asten (hoofdplaats van de gemeente Asten)

## B
- De Baan (buurtschap in de gemeente Altena)
- Baarle (hoofdplaats van de gemeente Baarle-Nassau)
- Baarle-Nassau Grens (gehucht in de gemeente Baarle-Nassau)
- Baarschot (dorp in de gemeente Hilvarenbeek)
- Baarschot (buurtschap in de gemeente Deurne)
- Baarschot (buurtschap in de gemeente Oosterhout)
- Babyloniënbroek (dorp in de gemeente Altena)
- Bakel (dorp in de gemeente Gemert-Bakel)
- Bakelsebrug (buurtschap in de gemeente Gemert-Bakel)
- Berkeind (buurtschap in de gemeente Tilburg)
- Bakertand (buurtschap in de gemeente Alphen-Chaam)
- Bankert (buurtschap in de gemeente Gemert-Bakel)
- Barlaque (buurtschap in de gemeente Moerdijk)
- Batadorp (dorp in de gemeente Best)
- Bavel (dorp in de gemeente Breda)
- Bedaf (buurtschap in de gemeenten Bernheze en Maashorst)
- Beek (dorp in de gemeente Laarbeek)
- Beek en Donk (hoofdplaats van de gemeente Laarbeek)
- Beekveld (buurtschap in de gemeente Sint-Michielsgestel)
- Beemdkant (buurtschap in de gemeente Laarbeek)
- Beers (dorp in de gemeente Land van Cuijk)
- Behelp (buurtschap in de gemeente Asten)
- Bekelaar (buurtschap in de gemeente Geldrop-Mierlo)
- Belgeren (buurtschap in de gemeente Deurne)
- Belvert (buurtschap in de gemeente Oisterwijk)
- Bemmer (buurtschap in de gemeente Laarbeek)
- Benedeneind (buurtschap in de gemeente Oss)
- Benthem (buurtschap in de gemeente Gemert-Bakel)
- Berenbroek (buurtschap in de gemeente Helmond)
- Berg (buurtschap in de gemeente Cranendonck)
- Bergen op Zoom (stad en hoofdplaats van de gemeente Bergen op Zoom)
- Bergenshuizen (buurtschap in de gemeente Vught)
- Bergeijk (hoofdplaats van de gemeente Bergeijk)
- Berghem (dorp in de gemeente Oss)
- Berkeind (buurtschap in de gemeente Tilburg)
- Berkeindje (buurtschap in de gemeente Someren)
- Berkel-Enschot (dorp in de gemeente Tilburg)
- Berkhoek (buurtschap in de gemeente Boekel)
- Berkhoek (buurtschap in de gemeente Tilburg)
- Berkt (buurtschap in de gemeente Bernheze)
- Berkt (Veldhoven) (buurtschap in de gemeente Veldhoven)
- Berlicum (dorp in de gemeente Sint-Michielsgestel)
- Besselaar (buurtschap in de gemeente Sint-Michielsgestel)
- Best (hoofdplaats van de gemeente Best)
- Beugen (dorp in de gemeente Land van Cuijk)
- Beugt (buurtschap in de gemeente Bernheze)
- Beukelaar (buurtschap in de gemeente Meierijstad)
- Biesthoek (buurtschap in de gemeente Maashorst)
- Biestraat (buurtschap in de gemeente Gilze en Rijen)
- Biest-Houtakker (dorp in de gemeente Hilvarenbeek)
- Biezenheuvel (buurtschap in de gemeente Bladel)
- Biezenmortel (buurtschap in de gemeente Tilburg)
- Binnen Moerdijk (buurtschap in de gemeente Drimmelen)
- Bladel (hoofdplaats van de gemeente Bladel)
- Blauwe Sluis (gehucht in de gemeente Drimmelen)
- Blauwenhoek (buurtschap in de gemeente Land van Cuijk)
- Bleijs (buurtschap in de gemeente Deurne)
- Boeiink (buurtschap in de gemeente Roosendaal)
- Boekel (hoofdplaats van de gemeente Boekel)
- Boerdonk (dorp in de gemeente Meierijstad)
- Bokhoven (dorp in de gemeente 's-Hertogenbosch)
- Boksheide (buurtschap in de gemeente Eersel)
- Bokt (gehucht in de gemeente Eindhoven)
- Bolberg (buurtschap in de gemeente Breda)
- Bolberg (buurtschap in de gemeente Gilze en Rijen)
- Bolst (buurtschap in de gemeente Meierijstad)
- Boord (buurtschap in de gemeente Nuenen, Gerwen en Nederwetten)
- Boomen (buurtschap in de gemeente Someren)
- Boompjesdijk (buurtschap in de gemeente Steenbergen)
- Borkel en Schaft (dorpen in de gemeente Valkenswaard)
- Borteldonk (buurtschap in de gemeente Roosendaal)
- Bosch (buurtschap in de gemeente Cranendonck)
- Boscheind (buurtschap in de gemeente Bergeijk)
- Boschhoven (buurtschap in de gemeente Baarle-Nassau)
- Boschhoven (buurtschap in de gemeente Heeze-Leende)
- Boskant (dorp in de gemeente Meierijstad)
- Boshoven (Alphen-Chaam) (buurtschap in de gemeente Alphen-Chaam)
- Boshoven (buurtschap in de gemeente Bergeijk)
- Boslust (buurtschap in de gemeente Alphen-Chaam)
- Bosschenhoofd (dorp in de gemeente Halderberge)
- Boveneind (buurtschap in de gemeente Oss)
- Bovensas (buurtschap in de gemeente Steenbergen)
- Boterwijk (buurtschap in de gemeente Oirschot)
- Bovensluis (buurtschap in de gemeente Moerdijk)
- Bovenstehuis (buurtschap in de gemeente Boekel)
- Boxmeer (stad in de gemeente Land van Cuijk)
- Boxtel (hoofdplaats van de gemeente Boxtel)
- Braakhoek (buurtschap in de gemeente Reusel-De Mierden)
- Braambosch (buurtschap in de gemeente Bergeijk)
- Brakel (buurtschap in de gemeente Goirle)
- Brand (buurtschap in de gemeente Maashorst)
- Breda (stad en hoofdplaats van de gemeente Breda)
- Breehees (buurtschap in de gemeente Goirle)
- Breemortel (buurtschap in de gemeente Deurne)
- Brembosch (buurtschap in de gemeente Roosendaal)
- Breugel (dorp in de gemeente Son en Breugel)
- Brem (buurtschap in de gemeente Tilburg)
- Broek (buurtschap in de gemeente Laarbeek)
- Broekenseind (buurtschap in de gemeente Bladel)
- Broekhoven (buurtschap in de gemeente Bergeijk)
- Broekkant (buurtschap in de gemeente Cranendonck)
- Broekkant (buurtschap in de gemeente Laarbeek)
- Broekkant (buurtschap in de gemeente Land van Cuijk)
- Broekkant (buurtschap in de gemeente Someren)
- Broekzijde (buurtschap in de gemeente Oisterwijk)
- Bronkhorst (buurtschap in de gemeente Altena)
- Bruggen (buurtschap bij Rosmalen in de gemeente 's-Hertogenbosch)
- Bruggen (buurtschap in de gemeente Land van Cuijk)
- Bruggerhuizen (buurtschap in de gemeente Heeze-Leende)
- Budel (hoofdplaats van de gemeente Cranendonck)
- Budel-Dorplein (buurtschap in de gemeente Cranendonck)
- Budel-Schoot (buurtschap in de gemeente Cranendonck)
- Bulkenaar (buurtschap in de gemeente Roosendaal)
- Burgt (buurtschap in de gemeente Boekel)
- Bus (buurtschap in de gemeente Bernheze)
- Bus (buurtschap in de gemeente Meierijstad)
- Bussel (buurtschap in de gemeente Asten)
- Buurtje (buurtschap in de gemeente Altena)

## C
- Calfven (dorp in de gemeente Woensdrecht)
- Capelle (dorp in de gemeente Waalwijk)
- Castelré (dorp in de gemeente Baarle-Nassau)
- Casteren (dorp in de gemeente Bladel)
- Chaam (dorp in de gemeente Alphen-Chaam)
- Chaamdijk (buurtschap in de gemeente Alphen-Chaam)
- 't Coll (buurtschap in de gemeente Eindhoven)
- Cranendonck (buurtschap in de gemeente Cranendonck)
- Couwelaar (buurtschap in de gemeente Alphen-Chaam)
- Cromvoirt (dorp in de gemeente Vught)
- Croy (buurtschap in de gemeente Laarbeek)
- Cuijk (stad in de gemeente Land van Cuijk)

## D
- Dalem (buurtschap in de gemeente Bladel)
- Dassemus (buurtschap in de gemeente Alphen-Chaam)
- De Aa (buurtschap in de gemeente Boekel)
- De Aa (buurtschap in de gemeente Bergeijk)
- De Beek (buurtschap in de gemeente Asten)
- De Berg (buurtschap in de gemeente Land van Cuijk)
- De Bergen (buurtschap in de gemeente Geertruidenberg)
- De Berk (buurtschap in de gemeente Rucphen)
- De Berken (buurtschap in de gemeente Asten)
- De Bocht (buurtschap in de gemeente Steenbergen)
- De Boer (buurtschap in de gemeente Land van Cuijk)
- De Bus (buurtschap in de gemeente Meierijstad)
- De Bus (buurtschap in de gemeente Sint-Michielsgestel)
- Deelse Kampen (buurtschap in de gemeente Gemert-Bakel)
- Deelshurk (buurtschap in de gemeente Valkenswaard)
- Deense Hoek (buurtschap in de gemeente Laarbeek)
- De Dellen (buurtschap in de gemeente Land van Cuijk)
- De Dood (buurtschap in de gemeente Rucphen)
- De Bus (buurtschap in de gemeente Meierijstad)
- De Heen (dorp in de gemeente Steenbergen)
- De Hoef (buurtschap in de gemeente Altena)
- De Hoef (buurtschap in de gemeente Land van Cuijk)
- De Hoef (buurtschap in de gemeente Reusel-De Mierden)
- Demen (dorp in de gemeente Oss)
- Den Berg (buurtschap in de gemeente Boxtel)
- Den Dungen (buurtschap in de gemeente Sint-Michielsgestel)
- De Hees (buurtschap in de gemeente Eersel)
- De Heiberg (buurtschap in de gemeente Rucphen)
- De Heide (Oirschot) (buurtschap in de gemeente Oirschot)
- De Hoef (buurtschap in de gemeente Eersel)
- De Hoef (buurtschap in de gemeente Someren)
- De Hoek (buurtschap in de gemeente Reusel-De Mierden)
- Den Hoek (buurtschap in de gemeente Land van Cuijk)
- De Hoeven (buurtschap in de gemeente Heusden)
- De Hogert (buurtschap in de gemeente Sint-Michielsgestel)
- De Loo (buurtschap in de gemeente Geldrop-Mierlo)
- De Loofaert (buurtschap in de gemeente Sint-Michielsgestel)
- Den Hout (buurtschap in de gemeente Oosterhout)
- De Hutten (buurtschap in de gemeente Someren)
- De Kapel (buurtschap in de gemeente Valkenswaard)
- De Kempkens (buurtschap in de gemeente Meierijstad)
- De Kraan (buurtschap in de gemeente Tilburg)
- Dennenburg (dorp in de gemeente Oss)
- Den Opslag (buurtschap in de gemeente Hilvarenbeek)
- De Laan (buurtschap in de gemeente Geertruidenberg)
- De Laren (buurtschap in de gemeente Meierijstad)
- De Lent (buurtschap in de gemeente Zundert)
- De Logt (buurtschap in de gemeente Oisterwijk)
- De Moer (dorp in de gemeente Loon op Zand)
- De Mortel (buurtschap in de gemeente Gemert-Bakel)
- De Overval (buurtschap in de gemeente Steenbergen)
- De Pan (buurtschap in de gemeente Bladel)
- De Plaats (buurtschap in de gemeente Land van Cuijk)
- De Posthoorn (buurtschap in de gemeente Rucphen)
- De Rijtjes (buurtschap in de gemeente Land van Cuijk)
- De Rips (buurtschap in de gemeente Gemert-Bakel)
- De Rotting (buurtschap in de gemeente Roosendaal)
- De Rund (buurtschap in de gemeente Bergeijk)
- De Schietbaan (buurtschap in de gemeente Rucphen)
- Deurne (hoofdplaats van de gemeente Deurne)
- Deursen (buurtschap in de gemeente Oss)
- Deuteren (buurtschap in de gemeente 's-Hertogenbosch)
- De Vleut (buurtschap in de gemeente Best)
- De Voorstad (buurtschap in de gemeente Deurne)
- De Vorst (buurtschap in de gemeente Boxtel)
- De Weijer (buurtschap in de gemeente Helmond)
- De Wind (buurtschap in de gemeente Gemert-Bakel)
- Dieden (dorp in de gemeente Oss)
- Diepenbroek (buurtschap in de gemeente Helmond)
- Dieskant (buurtschap in de gemeente 's-Hertogenbosch)
- Diessen (dorp in de gemeente Hilvarenbeek)
- Dijk (buurtschap in de gemeente Asten)
- Dijk (buurtschap in de gemeente Meierijstad)
- Dinteloord (dorp in de gemeente Steenbergen)
- Dintelsas (buurtschap in de gemeente Steenbergen)
- Dinther (dorp in de gemeente Bernheze)
- Dintherse Hoek (buurtschap in de gemeente Bernheze)
- Distelberg (buurtschap in de gemeente Vught)
- Diunt (buurtschap in de gemeente Breda)
- Doeveren (dorp in de gemeente Heusden)
- Dommelen (dorp in de gemeente Valkenswaard)
- Dommelsvoort (buurtschap in de gemeente Land van Cuijk)
- Dongen (hoofdplaats van de gemeente Dongen)
- Dongense Vaart (buurtschap in de gemeente Dongen)
- Donk (buurtschap in de gemeente Eersel)
- Donkersvoort (buurtschap in de gemeente Laarbeek)
- Donzel (buurtschap in de gemeente Bernheze)
- Doonheide (buurtschap in de gemeente Gemert-Bakel)
- Doornhoek (buurtschap in de gemeente Meierijstad)
- Doornhoek (buurtschap in de gemeente Sint-Michielsgestel)
- Dorshout (buurtschap in de gemeente Meierijstad)
- Dorst (dorp in de gemeente Oosterhout)
- Drie Hoefijzers (buurtschap in de gemeente Moerdijk)
- Driehoek (buurtschap in de gemeente Moerdijk)
- Driehoek (buurtschap in de gemeente Zundert)
- Driehoek (buurtschap in de gemeente Land van Cuijk)
- Driehoek (buurtschap in de gemeente Son en Breugel)
- Driehuis (buurtschap in de gemeente Eersel)
- Driehuizen (buurtschap in de gemeente Hilvarenbeek)
- Driehuizen (buurtschap in de gemeente Baarle-Nassau)
- Driehuizen (buurtschap in de gemeente Eersel)
- Driehuizen (buurtschap in de gemeente Meierijstad)
- Drimmelen (dorp in de gemeente Drimmelen)
- Drongelen (dorp in de gemeente Altena)
- Druisdijk (buurtschap in de gemeente Alphen-Chaam)
- Drunen (dorp in de gemeente Heusden)
- Duifhuis (buurtschap in de gemeente Maashorst bij Zeeland)
- Duifhuis (buurtschap in de gemeente Maashorst bij Uden)
- Duiksehoef (buurtschap in de gemeente Loon op Zand)
- Duizel (dorp in de gemeente Eersel)
- Duizend Morgen (buurtschap in de gemeente Altena)
- Dun (buurtschap in de gemeente Hilvarenbeek)
- Dussen (dorp in de gemeente Altena)
- Duurendseind (buurtschap in de gemeente Oss)

## E
- Eeneind (buurtschap in de gemeente Nuenen, Gerwen en Nederwetten)
- Eerde (dorp in de gemeente Meierijstad)
- Eersel (hoofdplaats van de gemeente Eersel)
- Eethen (dorp in de gemeente Altena)
- Effen (dorp in de gemeente Breda)
- Egypte (buurtschap in de gemeente Bladel)
- Eikberg (buurtschap bij in de gemeente Breda)
- Eikelenbosch (buurtschap in de gemeente Baarle-Nassau)
- Eikenheuvel (buurtschap in de gemeente Maashorst)
- Eiland (buurtschap in de gemeente Woensdrecht)
- Eind (buurtschap in de gemeente Bergeijk)
- Eind (buurtschap in de gemeente Son en Breugel)
- Eindhoven (stad en hoofdplaats van de gemeente Eindhoven)
- Eind van den Hout (buurtschap in de gemeente Oosterhout)
- Eindje (buurtschap in de gemeente Someren)
- Ekenrooi (buurtschap in de gemeente Waalre)
- Elde (buurtschap in de gemeente Meierijstad)
- Esdonk (buurtschap in de gemeente Gemert-Bakel)
- Elsendorp (dorp in de gem Gemert-Bakel)
- Elshout (dorp in de gemeente Heusden)
- Elst (buurtschap in de gemeente Oss)
- Elzen (buurtschap in de gemeente Boekel)
- Empel (dorp in de gemeente 's-Hertogenbosch)
- Eng (buurtschap in de gemeente Altena)
- Engelen (dorp in de gemeente 's-Hertogenbosch)
- Erp (dorp in de gemeente Meierijstad)
- Esbeek (dorp in de gemeente Hilvarenbeek)
- Esch (dorp in de gemeente Boxtel)
- Escharen (dorp in de gemeente Land van Cuijk)
- Esp (buurtschap in de gemeente Gemert-Bakel)
- Etten (voormalig dorp in de gemeente Etten-Leur)
- Etten-Leur (hoofdplaats van de gemeente Etten-Leur)
- Euvelwegen (buurtschap in de gemeente Heeze-Leende)
- Evenheuvel (buurtschap in de gemeente Oirschot)
- Everland (buurtschap in de gemeente Roosendaal)
- Everse (buurtschap in de gemeente Meierijstad)
- Ewinkel (buurtschap in de gemeente Land van Cuijk)

## F
- Fellenoord (buurtschap in de gemeente Heusden)
- Fijnaart (dorp in de gemeente Moerdijk)
- Fokkershoek (buurtschap in de gemeente Bernheze)
- Franse Hoef (buurtschap in de gemeente Bladel)

## G
- Gaete (buurtschap in de gemeente Drimmelen)
- De Gagel (buurtschap in de gemeente Land van Cuijk)
- Galder (dorp in de gemeente Alphen-Chaam)
- Gansoyen (buurtschap in de gemeente Altena)
- Gassel (dorp in de gemeente Land van Cuijk)
- Gastel (dorp in de gemeente Cranendonck)
- Gastelsveer (buurtschap in de gemeente Halderberge)
- Gebergte (buurtschap in de gemeente Someren)
- Geeneind (buurtschap in de gemeente Helmond)
- Geersbroek (buurtschap in de gemeente Alphen-Chaam)
- Geerstraat (buurtschap in de gemeente Etten-Leur)
- Geertruidenberg (stad en hoofdplaats van de gemeente Geertruidenberg)
- Geffen (dorp in de gemeente Oss)
- Geldrop (hoofdplaats van de gemeente Geldrop-Mierlo)
- Gement (buurtschap in de gemeente Oss)
- Gemert (hoofdplaats van de gemeente Gemert-Bakel)
- Gemonde (dorp in de gemeente Sint-Michielsgestel)
- Genderen (dorp in de gemeente Altena)
- Gennep (Eindhoven) (buurtschap in de gemeente Eindhoven)
- Genoenhuis (buurtschap in de gemeente Geldrop-Mierlo)
- Gerwen (dorp in de gemeente Nuenen, Gerwen en Nederwetten)
- Gever (buurtschap in de gemeente Oisterwijk)
- Gewande (buurtschap in de gemeente 's-Hertogenbosch)
- Giersbergen (buurtschap in de gemeente Heusden)
- Giessen (dorp in de gemeente Altena)
- Gilze (dorp in de gemeente Gilze en Rijen)
- Ginderdoor (buurtschap in de gemeente Alphen-Chaam)
- Ginderdoor (buurtschap in de gemeente Laarbeek)
- Ginderover (buurtschap in de gemeente Heeze-Leende)
- Goirle (hoofdplaats van de gemeente Goirle)
- Gorp (buurtschap in de gemeente Hilvarenbeek)
- Gorpeind (buurtschap in de gemeente Baarle-Nassau)
- Graspeel (buurtschap in de gemeente Maashorst)
- Grave (stad in de gemeente Land van Cuijk)
- 's Gravenmoer (dorp in de gemeente Dongen)
- Grazen (buurtschap in de gemeente Alphen-Chaam)
- Groenendijk (buurtschap in de gemeente Oosterhout)
- Groenewoud (buurtschap in de gemeente Laarbeek)
- Groeningen (dorp in de gemeente Land van Cuijk)
- Groot Bruggen (buurtschap in de gemeente Deurne)
- Groene Woud (buurtschap in de gemeente Oirschot)
- Groenstraat (buurtschap in de gemeente Hilvarenbeek)
- Groot-Bedaf (buurtschap in de gemeente Baarle-Nassau)
- Groote Hoeven (buurtschap in de gemeente Someren)
- Groot-Loo (buurtschap in de gemeente Hilvarenbeek)
- Grote Bottel (buurtschap in de gemeente Deurne)
- Groote Voort (buurtschap in de gemeente Hilvarenbeek)
- Grotel (buurtschap in de gemeente Gemert-Bakel)
- Gijzel (buurtschap in de gemeente Vught)
- Gijzenrooi (buurtschap in de gemeente Geldrop-Mierlo)

## H
- 't Haantje (buurtschap in de gemeente Steenbergen)
- Haaren (dorp in de gemeente Oisterwijk)
- Haarsteeg (dorp in de gemeente Heusden)
- Haart (buurtschap in de gemeente Land van Cuijk)
- Haghorst (dorp in de gemeente Hilvarenbeek)
- Haiink (buurtschap in de gemeente Roosendaal)
- Hal (buurtschap in de gemeente Boxtel)
- Halder (buurtschap in de gemeente Sint-Michielsgestel)
- Halfmijl (buurtschap in de gemeente Veldhoven)
- Halsteren (dorp in de gemeente Bergen op Zoom)
- Halte (buurtschap in de gemeente Deurne)
- Ham (buurtschap in de gemeente Land van Cuijk)
- Ham (buurtschap in de gemeente Meierijstad)
- Handel (dorp in de gemeente Gemert-Bakel)
- Hanenberg (buurtschap in de gemeente Deurne)
- Hank (buurtschap in de gemeente Land van Cuijk)
- Hank (dorp in de gemeente Altena)
- Hapert (dorp in de gemeente Bladel)
- Haps (dorp in de gemeente Land van Cuijk)
- Haren (dorp in de gemeente Oss)
- Haring (buurtschap in de gemeente Land van Cuijk)
- Havelt (buurtschap in de gemeente Meierijstad)
- Hazelaar (buurtschap in de gemeente Roosendaal)
- Hazelberg (buurtschap in de gemeenten Bernheze en Meierijstad)
- Hazeldonk (buurtschap in de gemeente Zundert)
- Hazennest (buurtschap in de gemeente Tilburg)
- Hazenhurk (buurtschap in de gemeente Heeze-Leende)
- Hedikhuizen (dorp in de gemeente Heusden)
- Heensche Molen (buurtschap in de gemeente Steenbergen)
- Heereind (buurtschap in de gemeente Laarbeek)
- Heerendonk (buurtschap in de gemeente Nuenen, Gerwen en Nederwetten)
- Heerle (dorp in de gemeente Roosendaal)
- Heers (buurtschap in de gemeente Veldhoven)
- Heerstaaien (buurtschap in de gemeente Alphen-Chaam)
- Heesakker (buurtschap in de gemeente Oisterwijk)
- Heesbeen (dorp in de gemeente Heusden)
- Heesboom (buurtschap in de gemeente Baarle-Nassau)
- Heesch (hoofdplaats van de gemeente Bernheze)
- Heeseind (buurtschap in de gemeente 's-Hertogenbosch)
- Heeswijk (dorp in de gemeente Bernheze)
- Heeswijk (buurtschap in de gemeente Land van Cuijk)
- Heeze (hoofdplaats van de gemeente Heeze-Leende)
- Heezerenbosch (buurtschap in de gemeente Heeze-Leende)
- Hedel (buurtschap in de gemeente Oirschot)
- Hei (buurtschap in de gemeente Laarbeek)
- Heiderschoor (buurtschap in de gemeente Geldrop-Mierlo)
- Heidveld (buurtschap in de gemeente Gemert-Bakel)
- Heieind (buurtschap in de gemeente Bladel)
- Heieind (buurtschap in de gemeente Deurne)
- Heieind (buurtschap in de gemeente Someren)
- Heiereind (buurtschap in de gemeente Bergeijk)
- Heihoefke (buurtschap in de gemeente Bergen op Zoom)
- Heijbeek (buurtschap in de gemeente Roosendaal)
- Heijningen (dorp in de gemeente Moerdijk)
- Heihoek (buurtschap in de gemeente Land van Cuijk)
- Heikant (buurtschap in de gemeente Alphen-Chaam)
- Heikant (buurtschap in de gemeente Baarle-Nassau)
- Heikant (buurtschap in de gemeente Tilburg)
- Heikant (buurtschap in de gemeente Bladel)
- Heikant (buurtschap in de gemeente Cranendonck)
- Heikant (buurtschap in de gemeente Hilvarenbeek)
- Heikant (buurtschap in de gemeente Laarbeek)
- Heikant (buurtschap in de gemeente Oosterhout)
- Heikant (buurtschap in de gemeente Oisterwijk)
- Heikant (Overloon) (buurtschap in de gemeente Land van Cuijk)
- Heikant (buurtschap in de gemeente Reusel-De Mierden)
- Heikant (Sambeek) (buurtschap in de gemeente Land van Cuijk)
- Heikant (Sint Anthonis) (buurtschap in de gemeente Land van Cuijk)
- Heikant (buurtschap in de gemeente Someren)
- Heikant (buurtschap in de gemeente Maashorst)
- Heikant (buurtschap in de gemeente Baarle-Nassau)
- Heikant (buurtschap in de gemeente Tilburg)
- Heikant (buurtschap in de gemeente Waalre)
- Heikantse Hoeve (buurtschap in de gemeente Sint-Michielsgestel)
- Heimolen (gehucht in de gemeente Bergen op Zoom)
- Heimolen (buurtschap in de gemeente Deurne)
- Heistraat (gehucht in de gemeente Eindhoven)
- Heistraat (gehucht in de gemeente Oosterhout)
- Heiligeboom (buurtschap in de gemeente Oisterwijk)
- Heitrak (buurtschap in de gemeente Deurne)
- Helbroek (buurtschap in de gemeente Land van Cuijk)
- Helenaveen (gehucht in de gemeente Deurne)
- Helkant (gehucht in de gemeente Drimmelen)
- Hellegat (buurtschap in de gemeente Zundert)
- Helleneind (buurtschap in de gemeente Bladel)
- Helmond (stad en hoofdplaats van de gemeente Helmond)
- Helvoirt (dorp in de gemeente Vught)
- Helwijk (dorp in de gemeente Moerdijk)
- Hengstheuvel (buurtschap in de gemeente Maashorst)
- Hermalen (buurtschap in de gemeente Meierijstad)
- Herpen (dorp in de gemeente Oss)
- Herpt (dorp in de gemeente Heusden)
- en)
- Hersel (buurtschap in de gemeente Someren)
- 't Herselt (buurtschap in de gemeente Land van Cuijk)
- Hersend (buurtschap in de gemeente Sint-Michielsgestel)
- 's-Hertogenbosch (hoofdstad van de provincie Noord-Brabant en hoofdplaats van de gemeente 's-Hertogenbosch)
- Hespelaar (buurtschap in de gemeente Oosterhout)
- Het Broek (buurtschap in de gemeente Geldrop-Mierlo)
- Het Bosch (buurtschap in de gemeente Bladel)
- Het Goordonk (buurtschap in de gemeente Baarle-Nassau)
- Het Heike (buurtschap in de gemeente Eersel)
- 't Hoekske (buurtschap in de gemeente Tilburg)
- Het Hoekske (buurtschap in de gemeente Rucphen)
- Het Oosteind (buurtschap in de gemeente Rucphen)
- Het Sas (buurtschap in de gemeente Alphen-Chaam)
- Het Schoor (buurtschap in de gemeente Meierijstad)
- Heukelom (gehucht in de gemeente Oisterwijk)
- Heult (buurtschap in de gemeente Boxtel)
- Heusden (dorp in de gemeente Asten)
- Heusden (stad in de gemeente Heusden)
- Heuvel (buurtschap in de gemeente Bladel)
- Heuvel (buurtschap in de gemeente Meierijstad)
- Heuvel (buurtschap in de gemeente Valkenswaard)
- Heuvel (buurtschap in de gemeente Waalre)
- Heuveltje (buurtschap in de gemeente Tilburg)
- Heuvelberg (buurtschap in de gemeente Meierijstad)
- Heuvelstraat (buurtschap in de gemeente Oisterwijk)
- Hezelaar (buurtschap in de gemeente Boxtel)
- Hezelaar (buurtschap in de gemeente Sint-Michielsgestel)
- Hilakker (buurtschap in de gemeente Gemert-Bakel)
- Hild (buurtschap in de gemeente Oisterwijk)
- Hilvarenbeek (hoofdplaats van de gemeente Hilvarenbeek)
- Hintham (dorp in de gemeente 's-Hertogenbosch)
- Hoefkens (buurtschap in de gemeente Maashorst)
- Hoek (Sint-Michielsgestel) (buurtschap in de gemeente Sint-Michielsgestel)
- Hoek (buurtschap in de gemeente Valkenswaard)
- Hoek (dorp in de gemeente Meierijstad)
- Hoekdries (buurtschap in de gemeente Eersel)
- Hoekeinde (buurtschap in de gemeente Altena)
- Hoekske (buurtschap in de gemeente Moerdijk)
- Hoeve (buurtschap in de gemeente Valkenswaard)
- Hoeven (buurtschap in de gemeente Gemert-Bakel)
- Hoeven (dorp in de gemeente Halderberge)
- Hoeven (buurtschap in de gemeente Land van Cuijk)
- Hoevestein (buurtschap in de gemeente Roosendaal)
- Hoeves (buurtschap in de gemeente Meierijstad)
- 't Hof (buurtschap in de gemeente Laarbeek)
- Hooge Berkt (buurtschap in de gemeente Bergeijk)
- Hollandsdiep (buurtschap in de gemeente Roosendaal)
- Holthees (dorp in de gemeente Land van Cuijk)
- Hoog Spul (buurtschap in de gemeente Hilvarenbeek)
- Hoogeind (buurtschap in de gemeente Hilvarenbeek)
- Hooge Wijst (buurtschap in de gemeente Bernheze)
- Hommelse Hoeven (buurtschap in de gemeente Bernheze)
- Hondseind (buurtschap in de gemeente Alphen-Chaam)
- Hooge Aard (buurtschap in de gemeente Gilze en Rijen)
- Hoogebiezen (buurtschap in de gemeente Meierijstad)
- Hoogcasteren (buurtschap in de gemeente Bladel)
- Hooge Heide (buurtschap in de gemeente Maashorst)
- Hoogeind (buurtschap in de gemeente Baarle-Nassau)
- Hoogkant (buurtschap in de gemeente Land van Cuijk)
- Hoogeind (buurtschap in de gemeente Land van Cuijk)
- Hooge Mierde (dorp in de gemeente Reusel-De Mierden)
- Hooge Zwaluwe (dorp in de gemeente Drimmelen)
- Hoogeind (buurtschap in de gemeente Oirschot)
- Hoogeloon (dorp in de gemeente Bladel)
- Hoogen-Aarle (buurtschap in de gemeente Gemert-Bakel)
- Hoogerheide (hoofdplaats van de gemeente Woensdrecht)
- Hooghout (buurtschap in de gemeente Tilburg)
- Hoogstraat (buurtschap in de gemeente Eersel)
- Hoogveld (buurtschap in de gemeente Maashorst)
- Hooidonk (buurtschap in de gemeente Son en Breugel)
- Hool (buurtschap in de gemeente Laarbeek)
- Hool (buurtschap in de gemeente Nuenen, Gerwen en Nederwetten)
- Horst (buurtschap in de gemeente Gilze en Rijen)
- Horzik (buurtschap in de gemeente Sint-Michielsgestel)
- Hout (buurtschap in de gemeente Geldrop-Mierlo)
- Houtens (buurtschap in de gemeente Son en Breugel)
- Houterd (buurtschap in de gemeente Meierijstad)
- Houtgoor (buurtschap in de gemeente Alphen-Chaam)
- Huij (buurtschap in de gemeente Land van Cuijk)
- Huisvennen (buurtschap in de gemeente Baarle-Nassau)
- Huize Padua (buurtschap in de gemeente Boekel)
- Huijbergen (dorp in de gemeente Woensdrecht)
- Huygevoort (buurtschap in de gemeente Oirschot)
- Huisseling (dorp in de gemeente Oss)
- Hulsel (dorp in de gemeente Reusel-De Mierden)
- Hulsbeek (buurtschap in de gemeente Land van Cuijk)
- Hulsdonk (buurtschap in de gemeente Roosendaal)
- Hulsdonk (buurtschap in de gemeente Zundert)
- Hulten (gehucht in de gemeente Gilze en Rijen)
- Hultje (buurtschap in de gemeente Maashorst)
- Hurkske (buurtschap in de gemeente Meierijstad)

## K
- Kaarschot (buurtschap in de gemeente Zundert)
- Kaathoven (buurtschap in de gemeente 's-Hertogenbosch)
- Kaatsheuvel (dorp en hoofdplaats van de gemeente Loon op Zand)
- Kade (buurtschap in de gemeente Moerdijk)
- Kalishoek (buurtschap in de gemeente Alphen-Chaam)
- Kapeleind (buurtschap in de gemeente Meierijstad)
- Kantje (buurtschap in de gemeente Bernheze)
- Karstraat (buurtschap in de gemeente Laarbeek)
- Kasteren (buurtschap in de gemeente Boxtel)
- Kattenberg (buurtschap in de gemeente Oirschot)
- Katwijk (dorp in de gemeente Land van Cuijk)
- Kaweide (buurtschap in de gemeente Gemert-Bakel)
- Keent (buurtschap in de gemeente Oss)
- Keersop (buurtschap in de gemeente Valkenswaard)
- Keizershoek (buurtschap in de gemeente Baarle-Nassau)
- Keldonk (dorp in de gemeente Meierijstad)
- Kerkeind (buurtschap in de gemeente Deurne)
- Kerkeind (buurtschap in de gemeente Oisterwijk)
- Kerkeind (buurtschap in de gemeente Sint-Michielsgestel)
- Kerkeinde (buurtschap in de gemeente Altena)
- Kerkenhoek (voormalig gehucht waar thans Rosmalen ligt)
- Kerkhof (buurtschap in de gemeente Heeze-Leende)
- Keske (buurtschap in de gemeente Son en Breugel)
- Kessel (dorp in de gemeente Oss)
- Keunenhoek (buurtschap in de gemeente Cranendonck)
- Kievitswaard (buurtschap in de gemeente Altena)
- Kijkuit (buurtschap in de gemeente Bergen op Zoom)
- Kille (buurtschap in de gemeente Altena)
- Kinderbos (buurtschap in de gemeente Boxtel)
- Kippereind (buurtschap in de gemeente Reusel-De Mierden)
- Kivitsbraak (buurtschap in de gemeente Gemert-Bakel)
- Kladde (buurtschap in de gemeente Bergen op Zoom)
- Klein-Bedaf (gehucht in de gemeente Baarle-Nassau)
- Klein Bruggen (buurtschap in de gemeente Deurne)
- Klein-Dongen (buurtschap in de gemeente Dongen)
- Kleinder-Liempde (buurtschap in de gemeente Boxtel)
- Kleine Bottel (buurtschap in de gemeente Deurne)
- Kleine Koolwijk (gehucht in de gemeente Oss)
- Kleine Voort (buurtschap in de gemeente Hilvarenbeek)
- Klein Loo (buurtschap in de gemeente Hilvarenbeek)
- Klein-Oekel (buurtschap in de gemeente Zundert)
- Klein-Schoot (buurtschap in de gemeente Cranendonck)
- Klein-Vortum (buurtschap in de gemeente Land van Cuijk)
- Klein-Zundert (dorp in de gemeente Zundert)
- Kleuter (buurtschap in de gemeente Maashorst)
- Klooster (buurtschap in de gemeente Alphen-Chaam)
- Kloostereind (buurtschap in de gemeente Helmond)
- Klundert (stad in de gemeente Moerdijk)
- Klutsdorp (buurtschap in de gemeente Bergen op Zoom)
- Knegsel (dorp in de gemeente Eersel)
- Koevering (buurtschap in de gemeente Meierijstad)
- Koevering (buurtschap in de gemeente Steenbergen)
- Koks (buurtschap in de gemeente Gemert-Bakel)
- Koningshoeven (buurtschap in de gemeente Tilburg)
- Kooldert (buurtschap in de gemeente Maashorst)
- Koolwijk (dorp in de gemeente Oss)
- Korn (buurtschap in de gemeente Altena)
- Korteven (buurtschap in de gemeente Woensdrecht)
- Kouwenberg (buurtschap in de gemeente Tilburg)
- Kraanmeer (buurtschap in de gemeente Meierijstad)
- Kraanven (buurtschap in de gemeente Loon op Zand)
- Kranenbroek (buurtschap in de gemeente Helmond)
- Kreek (buurtschap in de gemeente Moerdijk)
- Kreiel (buurtschap in de gemeente Eersel)
- Kreijl (buurtschap in de gemeente Heeze-Leende)
- Kreitsberg (buurtschap in de gemeente Maashorst)
- Kremselen (buurtschap in de gemeente Meierijstad)
- Krolhoek (buurtschap in de gemeente Land van Cuijk)
- Kruisland (dorp in de gemeente Steenbergen)
- Kruisschot (Dierdonk) (buurtschap in de gemeente Helmond)
- Kruisschot (Stiphout) (buurtschap in de gemeente Helmond)
- Kruisstraat (buurtschap in de gemeente Halderberge)
- Kruisstraat (buurtschap in de gemeente Roosendaal)
- Kruisstraat (dorp in de gemeente 's-Hertogenbosch)
- Kuiksche Heide (buurtschap in de gemeente Heusden)
- Kuikseind (buurtschap in de gemeente Oirschot)
- Kuilenrode (buurtschap in de gemeente Reusel-De Mierden)
- Kuivezand (buurtschap in de gemeente Halderberge)
- Kuundert (buurtschap in de gemeente Gemert-Bakel)
- Kwaalburg (buurtschap in de gemeente Alphen-Chaam)
- Kwartier (buurtschap in de gemeente Moerdijk)

## L
- Laageind (buurtschap in de gemeente Land van Cuijk)
- Laag-Heukelom (buurtschap in de gemeente Oisterwijk)
- Laag Spul (buurtschap in de gemeente Hilvarenbeek)
- Laagstraat (buurtschap in de gemeente Dongen)
- Laar (buurtschap in de gemeente Cranendonck)
- Laar (buurtschap in de gemeente Vught)
- Laar (buurtschap in de gemeente Laarbeek)
- Laar (buurtschap in de gemeente Nuenen, Gerwen en Nederwetten)
- Laar (buurtschap in de gemeente Sint-Michielsgestel)
- Laarbroek (buurtschap in de gemeente Asten)
- Lage Aard (buurtschap in de gemeente Breda)
- Lagebiezen (buurtschap in de gemeente Meierijstad)
- Lagekant (buurtschap in de gemeente 's-Hertogenbosch)
- Lage Mierde (dorp in de gemeente Reusel-De Mierden)
- Lagenheuvel (buurtschap in de gemeente Maashorst)
- Lage Berkt (buurtschap in de gemeente Bergeijk)
- Lage Zwaluwe (dorp in de gemeente Drimmelen)
- Lamperen (buurtschap in de gemeente Land van Cuijk)
- Landhorst (dorp in de gemeente Land van Cuijk)
- Landorp (buurtschap in de gemeente Bladel)
- Land van Kleef (buurtschap in de gemeente Loon op Zand)
- Langenberg (buurtschap in de gemeente Boxtel)
- Langenboom (dorp in de gemeente Land van Cuijk)
- Langendijk (buurtschap in de gemeente Rucphen)
- Langeschouw (buurtschap in de gemeente Rucphen)
- Langeweg (dorp in de gemeente Moerdijk)
- Langlaar (buurtschap in de gemeente Nuenen, Gerwen en Nederwetten)
- Lankes (buurtschap in de gemeente Maashorst)
- Lage Wijst (buurtschap in de gemeente Bernheze)
- Ledeacker (dorp in de gemeente Land van Cuijk)
- Leende (dorp in de gemeente Heeze-Leende)
- Leenderstrijp (gehucht in de gemeente Heeze-Leende)
- Leensel (buurtschap in de gemeente Deurne)
- Leg (buurtschap in de gemeente Alphen-Chaam)
- Lemel (buurtschap in de gemeente Bladel)
- Lennisheuvel (dorp in de gemeente Boxtel)
- Lepelstraat (dorp in de gemeente Bergen op Zoom)
- Leur (voormalig dorp in de gemeente Etten-Leur)
- Leurke (buurtschap in de gemeente Boekel)
- Liefkenshoek (buurtschap in de gemeente Baarle-Nassau)
- Liempde (dorp in de gemeente Boxtel)
- Lierop (dorp in de gemeente Someren)
- Lies (dorp in de gemeente Breda)
- Lieseind (buurtschap in de gemeente Meierijstad)
- Lieshout (dorp in de gemeente Laarbeek)
- Liessel (dorp in de gemeente Deurne)
- Lieveld (buurtschap in de gemeente Oirschot)
- Lijndonk (buurtschap in de gemeente Breda)
- Linden (dorp in de gemeente Land van Cuijk)
- Lith (dorp in de gemeente Oss)
- Lithoijen (dorp in de gemeente Oss)
- Locht (buurtschap in de gemeente Cranendonck)
- Lochtenburg (buurtschap in de gemeente Moerdijk)
- Loeswijk (buurtschap in de gemeente Geldrop-Mierlo)
- Loo (dorp in de gemeente Bergeijk)
- Loo (buurtschap in de gemeente Bernheze)
- Loo (buurtschap in de gemeente Maashorst)
- Looieind (buurtschap in de gemeente Meierijstad)
- Looienhoek (buurtschap in de gemeente Goirle)
- Loon (buurtschap in de gemeente Waalre)
- Looneind (buurtschap in de gemeente Alphen-Chaam)
- Loon op Zand (dorp in de gemeente Loon op Zand)
- Loons Hoekje (buurtschap in de gemeente Loon op Zand)
- Loonse Hoek (buurtschap in de gemeente Tilburg)
- Loosbroek (dorp in de gemeente Bernheze)
- Loveren (gehucht in de gemeente Baarle-Nassau)
- Loveren (Bergeijk) (buurtschap in de gemeente Bergeijk)
- Loveren (gehucht in de gemeente Vught)
- Luchen (buurtschap in de gemeente Geldrop-Mierlo)
- Luissel (buurtschap in de gemeente Boxtel)
- Luitert (buurtschap in de gemeente Zundert)
- Luyksgestel (dorp in de gemeente Bergeijk)

## M
- Maaijkant (buurtschap in de gemeente Baarle-Nassau)
- Maalbergen (buurtschap in de gemeente Zundert)
- Maarheeze (dorp in de gemeente Cranendonck)
- Maashees (dorp in de gemeente Land van Cuijk)
- Maaskant (buurtschap in de gemeente Eersel)
- Maaskantje (dorp in de gemeente Sint-Michielsgestel)
- Maatsehei (buurtschap in de gemeente Maashorst)
- Macharen (dorp in de gemeente Oss)
- Made (hoofdplaats van de gemeente Drimmelen)
- Maliskamp (dorp in de gemeente 's-Hertogenbosch)
- Maren (dorp in de gemeente Oss)
- Maren-Kessel (dorp in de gemeente Oss)
- Mariaheide (dorp in de gemeente Meierijstad)
- Mariahout (dorp in de gemeente Laarbeek)
- 't Marktje (buurtschap in de gemeente Woensdrecht)
- Mathijseind (buurtschap in de gemeente Gemert-Bakel)
- Medevoort (buurtschap in de gemeente Helmond)
- Meemortel (buurtschap in de gemeente Cranendonck)
- Meer (buurtschap in de gemeente Eersel)
- Meerven (buurtschap in de gemeente Eersel)
- Meerwijk (voormalig dorp in de gemeente 's-Hertogenbosch)
- Meeuwen (dorp in de gemeente Altena)
- Megen (dorp in de gemeente Oss)
- Meijldoorn (buurtschap in de gemeente Meierijstad)
- Meijsberg (buurtschap in de gemeente Alphen-Chaam)
- Menzel (buurtschap in de gemeente Bernheze)
- Merlenberg (buurtschap in de gemeente Deurne)
- Midbuul (buurtschap in de gemeente Cranendonck)
- Middelbeers (dorp in de gemeente Oirschot)
- Middelrode (dorp in de gemeente Sint-Michielsgestel)
- Mierlo (dorp in de gemeente Geldrop-Mierlo)
- Milheeze (dorp in de gemeente Gemert-Bakel)
- Mill (dorp in de gemeente Land van Cuijk)
- Milschot (buurtschap in de gemeente Gemert-Bakel)
- Mispeleind (buurtschap in de gemeente Reusel-De Mierden)
- Moerdijk (dorp in de gemeente Moerdijk)
- Moeren (buurtschap in de gemeente Zundert)
- Moerenburg (buurtschap in de gemeente Tilburg)
- Moergestel (dorp in de gemeente Oisterwijk)
- Moerstraten (dorp in de gemeente Roosendaal)
- Moleneind (buurtschap in de gemeente Altena)
- Moleneind (buurtschap in de gemeente Maashorst)
- Molengat (buurtschap in de gemeente Land van Cuijk)
- Molenhof (buurtschap in de gemeente Deurne)
- Molenschot (dorp in de gemeente Gilze en Rijen)
- Molenstraat (buurtschap in de gemeente Vught)
- Molenstraat (buurtschap in de gemeente Loon op Zand)
- Molenveld (buurtschap in de gemeente Eersel)
- Molenwijk (buurtschap in de gemeente Boekel)
- Moorsel (buurtschap in de gemeente Someren)
- Morsche Hoef (buurtschap in de gemeente Meierijstad)
- Mosbulten (buurtschap in de gemeente Meierijstad)
- Mosik (buurtschap in de gemeente Eersel)
- Mostheuvel (buurtschap in de gemeente Eersel)
- Muggenberg (buurtschap in de gemeente Heeze-Leende)
- Muggenhol (buurtschap in de gemeente Veldhoven)
- Muggenhool (buurtschap in de gemeente Bergeijk)
- Muizenhol (buurtschap in de gemeente Gemert-Bakel)
- Munnikenheide (buurtschap in de gemeente Rucphen)
- Munnekens-Vinkel (buurtschap in de gemeente Bernheze)

## N
- Nabbegat (buurtschap in de gemeente Maashorst)
- Nederheide (buurtschap in de gemeente Rucphen)
- Nederwetten (dorp in de gemeente Nuenen, Gerwen en Nederwetten)
- Neerkant (dorp in de gemeente Deurne)
- Neerlangel (dorp in de gemeente Oss)
- Neerloon (dorp in de gemeente Oss)
- Neerstraat (buurtschap in de gemeente Gemert-Bakel)
- Nergena (buurtschap in de gemeente Boxtel)
- Netersel (dorp in de gemeente Bladel)
- Niemeskant (buurtschap in de gemeente Maashorst)
- Nieuw-Gassel (buurtschap in de gemeente Land van Cuijk)
- Nieuwe Dijk (buurtschap in de gemeente Nuenen, Gerwen en Nederwetten)
- Nieuwe Molen (buurtschap in de gemeente Bergen op Zoom)
- Nieuwe Strumpt (buurtschap in de gemeente Baarle-Nassau)
- Nieuwe-Vaart (dorp in de gemeente Waalwijk)
- Nieuw-Vossemeer (dorp in de gemeente Steenbergen)
- Nieuwemolen (buurtschap in de gemeente Moerdijk)
- Nieuwenberg (buurtschap in de gemeente Roosendaal)
- Nieuwendijk (dorp in de gemeente Altena)
- Nieuwkerk (buurtschap in de gemeente Goirle)
- Nieuwkuijk (dorp in de gemeente Heusden)
- Nijhoven (gehucht in de gemeente Baarle-Nassau)
- Nijnsel (dorp in de gemeente Meierijstad)
- Nijvelaar (buurtschap in de gemeente Sint-Michielsgestel)
- Nispen (dorp in de gemeente Roosendaal)
- Nispense Achterhoek (buurtschap in de gemeente Rucphen)
- Nistelrode (dorp in de gemeente Bernheze)
- Noenes (buurtschap in de gemeente Oisterwijk)
- Notendaal (buurtschap in de gemeente Steenbergen)
- Notsel (buurtschap in de gemeente Alphen-Chaam)
- Noord (buurtschap in de gemeente Land van Cuijk)
- Noordhoek (dorp in de gemeente Moerdijk)
- Noordhoek (buurtschap in de gemeente Rucphen)
- Noordkant (buurtschap in de gemeente Land van Cuijk)
- Noordschans (gehucht in de gemeente Moerdijk)
- Nuenen (hoofdplaats van de gemeente Nuenen, Gerwen en Nederwetten)
- Nuijeneind (buurtschap in de gemeente Gemert-Bakel)
- Nuland (dorp in de gemeente 's-Hertogenbosch)

## O
- Odiliapeel (dorp in de gemeente Maashorst)
- Oeffelt (dorp in de gemeente Land van Cuijk)
- Oeijenbraak (buurtschap in de gemeente Someren)
- Oekel (buurtschap in de gemeente Zundert)
- Oerle (dorp in de gemeente Veldhoven)
- Oetelaar (buurtschap in de gemeente Meierijstad)
- Oijen (dorp in de gemeente Oss)
- Oirschot (hoofdplaats van de gemeente Oirschot)
- Oisterwijk (hoofdplaats van de gemeente Oisterwijk)
- Oisterwijkse Hoeven (buurtschap in de gemeente Oisterwijk)
- Olen (buurtschap in de gemeente Son en Breugel en Nuenen, Gerwen en Nederwetten)
- Olland (dorp in de gemeente Meierijstad)
- Ommel (dorp in de gemeente Asten)
- Onsenoort (buurtschap in de gemeente Heusden)
- Oosteind (dorp in de gemeente Oosterhout)
- Oosteind (buurtschap in de gemeente Waalwijk)
- Oostelbeers (dorp in de gemeente Oirschot)
- Oosterens (buurtschap in de gemeente Maashorst)
- Oosterhout (stad en hoofdplaats van de gemeente Oosterhout)
- Oosterik (buurtschap in de gemeente Heeze-Leende)
- Oostlaar (buurtschap in de gemeente Roosendaal)
- Op den Bosch (buurtschap in de gemeente Land van Cuijk)
- Oploo (dorp in de gemeente Land van Cuijk)
- Opwetten (buurtschap in de gemeente Nuenen, Gerwen en Nederwetten)
- Oss (stad en hoofdplaats van de gemeente Oss)
- Ossendrecht (dorp in de gemeente Woensdrecht)
- Ostaaijen (buurtschap in de gemeente Zundert)
- Otterdijk (buurtschap in de gemeente Someren)
- Oud-Empel (dorp in de gemeente 's-Hertogenbosch)
- Oud Gastel (dorp in de gemeente Halderberge)
- Oude Strumpt (buurtschap in de gemeente Baarle-Nassau)
- Oud-Drimmelen (dorp in de gemeente Drimmelen)
- Oud-Heusden (dorp in de gemeente Heusden)
- Oudemolen (buurtschap in de gemeente Moerdijk)
- Oude Molen (buurtschap in de gemeente Bergen op Zoom)
- Oudenbosch (hoofdplaats van de gemeente Halderberge)
- Oudendijk (dorp in de gemeente Altena)
- Oudenmolen (buurtschap in de gemeente Heeze-Leende)
- Oude Stee (buurtschap in de gemeente Woensdrecht)
- Oude Waranda (buurtschap in de gemeente Land van Cuijk)
- Overa (buurtschap in de gemeente Breda)
- Overakker (buurtschap in de gemeente Geldrop-Mierlo)
- Overberg (buurtschap in de gemeente Woensdrecht)
- Overlangel (dorp in de gemeente Oss)
- Overloon (dorp in de gemeente Land van Cuijk)
- Overschot (buurtschap in de gemeente Gemert-Bakel)

## P
- Pandelaarse Kampen (buurtschap in de gemeente Gemert-Bakel)
- Pandgat (buurtschap in de gemeente Oirschot)
- Pannenschop (buurtschap in de gemeente Deurne)
- Park (buurtschap in de gemeente Land van Cuijk)
- Papervoort (buurtschap in de gemeente Land van Cuijk)
- Peelkant (buurtschap in de gemeente Land van Cuijk)
- Peelsehuis (buurtschap in de gemeente Boekel)
- Peelstraat (buurtschap in de gemeente Boekel)
- Peelstraat (buurtschap in de gemeente Land van Cuijk)
- Peerenboom (buurtschap in de gemeente Altena)
- Pelikaan (gehucht in de gemeente Moerdijk)
- Plaatsluis (buurtschap in de gemeente Woensdrecht)
- Plantage Centrum (buurtschap in de gemeente Roosendaal)
- Plein (Sint-Michielsgestel) (buurtschap in de gemeente Sint-Michielsgestel)
- Plukmade (buurtschap in de gemeente Drimmelen)
- Poeldonk (gehucht in de gemeente Sint-Michielsgestel)
- Polsdonken (buurtschap in de gemeente Oirschot)
- Prinsenbeek (dorp in de gemeente Breda)
- Putselaar (buurtschap in de gemeente Land van Cuijk)
- Putte (dorp in de gemeente Woensdrecht)

## Q
- Quirijnstok (buurtschap in de gemeente Tilburg)

## R
- Raakeind (buurtschap in de gemeente Gilze en Rijen)
- Raam (buurtschap in de gemeente Oisterwijk)
- Raamberg (buurtschap in de gemeente Zundert)
- Raamsdonk (dorp in de gemeente Geertruidenberg)
- Raamsdonksveer['t Fér] (dorp in de gemeente Geertruidenberg)
- Rakens (gehucht in de gemeente Alphen-Chaam)
- Rakt (buurtschap in de gemeente Maashorst)
- Ravensgat (buurtschap in de gemeente Gemert-Bakel)
- Ravenstein (stad in de gemeente Oss)
- Reek (kern in de gemeente Maashorst)
- Ren (buurtschap in de gemeente Gemert-Bakel)
- Reth (gehucht in de gemeente Baarle-Nassau)
- Reusel (hoofdplaats van de gemeente Reusel-De Mierden)
- Reuth (gehucht in de gemeente Baarle-Nassau)
- Riel (dorp in de gemeente Goirle)
- Riel (gehucht in de gemeente Eindhoven)
- Riethoven (dorp in de gemeente Bergeijk)
- Rietven (buurtschap in de gemeente Boekel)
- Rietven (buurtschap in de gemeente Eersel)
- Rijen (hoofdplaats van de gemeente Gilze en Rijen)
- Rijkerbeek (buurtschap in de gemeente Meierijstad)
- Rijkevoort (dorp in de gemeente Land van Cuijk)
- Rijpelberg (buurtschap in de gemeente Helmond)
- Rijsbergen (dorp in de gemeente Zundert)
- Rijswijk (dorp in de gemeente Altena)
- Rijt (buurtschap in de gemeente Bergeijk)
- Rinkveld (buurtschap in de gemeente Asten)
- Rith (gehucht in de gemeente Breda)
- Rondveld (buurtschap in de gemeente Land van Cuijk)
- Roond (buurtschap in de gemeente Boxtel)
- Roosberg (buurtschap in de gemeente Breda)
- Roosendaal (stad en hoofdplaats van de gemeente Roosendaal)
- Rootvlaas (buurtschap in de gemeente Gemert-Bakel)
- Roovert (buurtschap in de gemeente Hilvarenbeek)
- Rosmalen (dorp in de gemeente 's-Hertogenbosch)
- Rucphen (hoofdplaats van de gemeente Rucphen)
- Ruimel (buurtschap in de gemeente Sint-Michielsgestel)
- Rugdijk (buurtschap in de gemeente Tilburg)
- Rukven (buurtschap in de gemeente Bernheze)
- Rullen (buurtschap in de gemeente Nuenen, Gerwen en Nederwetten)

## S
- Sambeek (dorp in de gemeente Land van Cuijk)
- Schadewijk (buurtschap in de gemeente Eersel)
- Schadron (buurtschap in de gemeente Maashorst)
- Schafferden (buurtschap in de gemeente Land van Cuijk)
- Schaijk (dorp in de gemeente Maashorst)
- Schaluinen (gehucht in de gemeente Baarle-Nassau)
- Schans (buurtschap in de gemeente Deurne)
- Schans (buurtschap in de gemeente Halderberge)
- Schans (buurtschap in de gemeente Altena)
- Scheepstal (buurtschap in de gemeente Helmond)
- Schelm (Deurne) (buurtschap in de gemeente Deurne)
- Scherpenering (buurtschap in de gemeente Eersel)
- Schijf (dorp in de gemeente Rucphen)
- Schijndel (plaats in de gemeente Meierijstad)
- Schoelieberg (buurtschap in de gemeente Woensdrecht)
- Schoordijk (buurtschap in de gemeente Cranendonck)
- Schoorstraat (buurtschap in de gemeente Tilburg)
- Schoot (buurtschap in de gemeente Veldhoven)
- Schorvert (buurtschap in de gemeente Boxtel)
- Schotsheuvel (buurtschap in de gemeente 's-Hertogenbosch)
- Schouw (buurtschap in de gemeente Gemert-Bakel)
- Schutsboom (buurtschap in de gemeente Gemert-Bakel)
- Sengelsbroek (buurtschap in de gemeente Bergeijk)
- Seters (buurtschap in de gemeente Oosterhout)
- Sint Agatha (dorp in de gemeente Land van Cuijk)
- Sint Anthonis (dorp in de gemeente Land van Cuijk)
- Sint Hubert (dorp in de gemeente Land van Cuijk)
- Sint-Michielsgestel (hoofdplaats van de gemeente Sint-Michielsgestel)
- Sint-Oedenrode (hoofdplaats van de gemeente Meierijstad)
- Slabroek (buurtschap in de gemeente Maashorst)
- Sleeuwijk (dorp in de gemeente Altena)
- Slieven (buurtschap in de gemeente Someren)
- Slikkenburg (buurtschap in de gemeente Bergen op Zoom)
- Sloot (buurtschap in de gemeente Deurne)
- Sluis 13 (buurtschap in de gemeente Someren)
- Sneidershoek (buurtschap in de gemeente Eersel)
- Snijders-Chaam (buurtschap in de gemeente Alphen-Chaam)
- Soerendonk (dorp in de gemeente Cranendonck)
- Someren (hoofdplaats van de gemeente Someren)
- Someren-Eind (dorp in de gemeente Someren)
- Someren-Heide (dorp in de gemeente Someren)
- Son (dorp in de gemeente Son en Breugel)
- Son en Breugel (hoofdplaats van de gemeente Son en Breugel)
- Sonniuswijk (buurtschap in de gemeente Son en Breugel)
- Spaansehoek (buurtschap in de gemeente Goirle)
- Spaanrijt (buurtschap in de gemeente Bergeijk)
- Speelheuvel (buurtschap in de gemeente Someren)
- Spekklef (buurtschap in de gemeente Land van Cuijk)
- Spekt (buurtschap in de gemeente Nuenen, Gerwen en Nederwetten)
- Speurgt (buurtschap in de gemeente Gemert-Bakel)
- Spijk (buurtschap in de gemeente Altena)
- Spijkert (buurtschap in de gemeente Eersel)
- Spinolaberg (buurtschap in de gemeente Bergen op Zoom)
- Spoordonk (dorp in de gemeente Oirschot)
- Sprang-Capelle (dorp in de gemeente Waalwijk)
- Sprangsevaart (buurtschap in de gemeente Waalwijk)
- Sprokkelbosch (gehucht in de gemeente 's-Hertogenbosch)
- Sprundel (dorp in de gemeente Rucphen)
- Stadse Dijk (buurtschap in de gemeente Moerdijk)
- Stampersgat (dorp in de gemeente Halderberge)
- Standdaarbuiten (dorp in de gemeente Moerdijk)
- Statendam (buurtschap in de gemeente Geertruidenberg)
- Stad van Gerwen (buurtschap in de gemeente Son en Breugel en Nuenen, Gerwen en Nederwetten)
- Steelhoven (buurtschap in de gemeente Drimmelen)
- Steenbergen (stad en hoofdplaats van de gemeente Steenbergen)
- Steenoven (buurtschap in de gemeente Oosterhout)
- Steenpaal (buurtschap in de gemeente Rucphen)
- Steensel (dorp in de gemeente Eersel)
- Stegen (buurtschap in de gemeente Asten)
- Stenenheul (buurtschap in de gemeente Altena)
- Sterksel (dorp in de gemeente Heeze-Leende)
- Steurgat (buurtschap in de gemeente Altena)
- Stevensbeek (dorp in de gemeente Land van Cuijk)
- Stevert (buurtschap in de gemeente Eersel)
- Strepen (buurtschap in de gemeente Maashorst)
- Strijp (buurtschap in de gemeente Laarbeek)
- Stipdonk (buurtschap in de gemeente Someren)
- Stiphout (dorp in de gemeente Helmond)
- Stokkelen (buurtschap in de gemeente Eersel)
- Stokske (buurtschap in de gemeente Oisterwijk)
- Stoof (buurtschap in de gemeente Halderberge)
- Strabrecht (buurtschap in de gemeente Heeze-Leende)
- Straten (buurtschap in de gemeente Oirschot)
- Strikberg (buurtschap in de gemeente Breda)
- Strijbeek (dorp in de gemeente Alphen-Chaam)
- Strooiendorp (buurtschap in de gemeente Moerdijk)
- Stuivezand (buurtschap in de gemeente Drimmelen)
- Stuivezand (buurtschap in de gemeente Zundert)
- Sint Willebrord (dorp in de gemeente Rucphen)

## T
- Teeffelen (buurtschap in de gemeente Oss)
- Terheijden (dorp in de gemeente Drimmelen)
- Ter Aalst (buurtschap in de gemeente Oosterhout)
- Tereyken (buurtschap in de gemeente Gemert-Bakel)
- Terover (buurtschap in de gemeente Alphen-Chaam)
- Tervoort (buurtschap in de gemeente Breda)
- Ten Vorsel (buurtschap in de gemeente Bladel)
- Teteringen (dorp in de gemeente Breda)
- Theetuin (buurtschap in de gemeente Oirschot)
- Tielse Hoeve (buurtschap in de gemeente Sint-Michielsgestel)
- Tiggelt (buurtschap in de gemeente Zundert)
- Tiggeltscheberg (buurtschap in de gemeente Zundert)
- Timmereind (buurtschap in de gemeente Waalre)
- Tilburg (stad en hoofdplaats van de gemeente Tilburg)
- Tommel (buurtschap in de gemeente Baarle-Nassau)
- Tongeren (buurtschap in de gemeente Boxtel)
- Tonnekreek (buurtschap in de gemeente Moerdijk)
- Toom (buurtschap in de gemeente Cranendonck)
- Toterfout (buurtschap in de gemeente Veldhoven)
- Toven (buurtschap in de gemeente Land van Cuijk)
- Tregelaar (buurtschap in de gemeente Oirschot)
- Trent (buurtschap in de gemeente Maashorst)
- Trimpert (buurtschap in de gemeente Geldrop-Mierlo)
- Tuuthees (buurtschap in de gemeente Land van Cuijk)
- 't Winkel (buurtschap in de gemeente Tilburg)

## U
- Uden (stad in de gemeente Maashorst)
- Udenhout (dorp in de gemeente Tilburg)
- Uitwijk (dorp in de gemeente Altena)
- Ulicoten (dorp in de gemeente Baarle-Nassau)
- Ullingen (buurtschap in de gemeente Land van Cuijk)
- Ulvenhout (dorp in de gemeente Breda)
- Uppel (buurtschap in de gemeente Altena)
- Urkhoven (gehucht in de gemeente Eindhoven)

## V
- Vaareind (buurtschap in de gemeente Breda)
- Vaarle (buurtschap in de gemeente Nuenen, Gerwen en Nederwetten)
- Vaartsche Hoef (buurtschap in de gemeente Someren)
- Valkenswaard (hoofdplaats van de gemeente Valkenswaard)
- Varkenshoek (voormalig gehucht waar thans Hintham ligt)
- Veen (dorp in de gemeente Altena)
- Veghel (hoofdplaats van de gemeente Meierijstad)
- Veldbraak (buurtschap in de gemeente Baarle-Nassau)
- Veldhoven (hoofdplaats van de gemeente Veldhoven)
- Velmolen (buurtschap in de gemeente Maashorst)
- Velp (dorp in de gemeente Land van Cuijk)
- Ven (buurtschap in de gemeente Heeze-Leende)
- Ven (buurtschap in de gemeente Meierijstad)
- Venbergen (buurtschap in de gemeente Valkenswaard)
- Veneind (buurtschap in de gemeente Eersel)
- Venhorst (dorp in de gemeente Boekel)
- Venweg (buurtschap in de gemeente Alphen-Chaam)
- Verhoven (buurtschap in de gemeente Gilze en Rijen)
- Verloren Hoek (buurtschap in de gemeente Breda)
- Verreheide (buurtschap in de gemeente Gemert-Bakel)
- Vessem (dorp in de gemeente Eersel)
- Verlorenhoek (buurtschap in de gemeente Land van Cuijk)
- Vernhout (buurtschap in de gemeente Meierijstad)
- Vetterik (buurtschap in de gemeente Bergen op Zoom)
- Vianen (dorp in de gemeente Land van Cuijk)
- Vierbannen (buurtschap in de gemeente Altena)
- Vierlingsbeek (dorp in de gemeente Land van Cuijk)
- Vijfhuizen (buurtschap in de gemeente Goirle)
- Vijfhuizen (buurtschap in de gemeente Oosterhout)
- Vijfhuizen (buurtschap in de gemeente Tilburg)
- Vijfhoek (buurtschap in de gemeente Roosendaal)
- Vinkel (dorp in de gemeente 's-Hertogenbosch)
- Vinkenberg (buurtschap in de gemeente Oisterwijk)
- Vinkenbroek (buurtschap in de gemeente Roosendaal)
- Visberg (buurtschap in de gemeente Steenbergen)
- Visdonk (buurtschap in de gemeente Roosendaal)
- Vlagberg (buurtschap in de gemeente Land van Cuijk)
- Vlas (buurtschap in de gemeente Someren)
- Vleet (buurtschap in de gemeente Roosendaal)
- Vlierden (dorp in de gemeente Deurne)
- Vlijmen (hoofdplaats van de gemeente Heusden)
- Vloeieind (buurtschap in de gemeente Deurne)
- Vloeieind (buurtschap in de gemeente Reusel-De Mierden)
- Vloet (buurtschap in de gemeente Maashorst)
- Voederheil (buurtschap in de gemeente Maashorst)
- Volkel (dorp in de gemeente Maashorst)
- Voordeldonk (buurtschap in de gemeente Asten)
- Voordijk (buurtschap in de gemeente Heusden)
- Vooreind (buurtschap in de gemeente Reusel-De Mierden)
- Voorste Beerdonk (buurtschap in de gemeente Deurne)
- Voortje (buurtschap in de gemeente Geldrop-Mierlo)
- Voort (buurtschap in de gemeente Bergeijk)
- Voort (buurtschap in de gemeente Deurne)
- Voorteind (buurtschap in de gemeente Oirschot)
- Voorste Brug (buurtschap in de gemeente Valkenswaard)
- Voorste Diesdonk (buurtschap in de gemeente Asten)
- Voorste Heikant (buurtschap in de gemeente Reusel-De Mierden)
- Vorstenbosch (dorp in de gemeente Bernheze)
- Vortum-Mullem (dorp in de gemeente Land van Cuijk)
- Voske (buurtschap in de gemeente Baarle-Nassau)
- Vosselen (buurtschap in de gemeente Asten)
- Vossenberg (buurtschap in de gemeente Gemert-Bakel)
- Vossenberg (buurtschap in de gemeente Gilze en Rijen)
- Vrachelen (buurtschap in de gemeente Oosterhout)
- Vreekwijk (buurtschap in de gemeente Deurne)
- Vrilkhoven (buurtschap in de gemeente Boxtel)
- Vrijhoeve (dorp in de gemeente Waalwijk)
- Vroenhout (buurtschap in de gemeente Roosendaal)
- Vuchtschoot (buurtschap in de gemeente Breda)
- Vught (hoofdplaats van de gemeente Vught)
- Vijcie (buurtschap in de gemeente Altena)

## W
- Waalre (hoofdplaats van de gemeente Waalre)
- Waalwijk (hoofdplaats van de gemeente Waalwijk)
- Waardhuizen (dorp in de gemeente Altena)
- Wagenberg (dorp in de gemeente Drimmelen)
- Walik (dorp in de gemeente Bergeijk)
- Waterstraat (buurtschap in de gemeente Hilvarenbeek)
- Wamberg (buurtschap in de gemeente Sint-Michielsgestel)
- Wanroij (dorp in de gemeente Land van Cuijk)
- Waspik (dorp in de gemeente Waalwijk)
- Waterkant (buurtschap in de gemeente Bergen op Zoom)
- Weebosch (kerkdorp binnen de gemeente Bergeijk)
- Weeg (buurtschap in de gemeente Maashorst)
- Weimeren (buurtschap in de gemeente Zundert)
- Welberg (buurtschap in de gemeente Steenbergen)
- Werkendam (dorp in de gemeente Altena)
- Wernhout (dorp in de gemeente Zundert)
- Wernhoutsburg (buurtschap in de gemeente Zundert)
- Werveld (buurtschap in de gemeente Land van Cuijk)
- Westelbeers (dorp in de gemeente Oirschot)
- Westerbeek (dorp in de gemeente Land van Cuijk)
- Westerhoven (kerkdorp binnen de gemeente Bergeijk)
- Westerwijk (buurtschap in de gemeente Hilvarenbeek)
- Westrik (buurtschap in de gemeente Breda)
- Wielsche Hoeven (buurtschap in de gemeente Sint-Michielsgestel)
- Wijbosch (dorp in de gemeente Meierijstad)
- Wijk en Aalburg (dorp in de gemeente Altena)
- Wilbertoord (dorp in de gemeente Land van Cuijk)
- Wildert (buurtschap in de gemeente Zundert)
- Willemstad (stad in de gemeente Moerdijk)
- Witrijt (buurtschap in de gemeente Bergeijk)
- 't Wild (buurtschap in de gemeente Oss)
- Winkel (buurtschap in de gemeente Cranendonck)
- Winkelstraat (buurtschap in de gemeente Someren)
- Wintelre (dorp in de gemeente Eersel)
- Witte Dellen (buurtschap in de gemeente Maashorst)
- Woensdrecht (dorp in de gemeente Woensdrecht)
- Wolfsbosch (buurtschap in de gemeente Gemert-Bakel)
- Wolfshoek (buurtschap in de gemeente Eersel)
- Wolfswinkel (buurtschap in de gemeente Son en Breugel)
- Woud (buurtschap in de gemeente Sint-Michielsgestel)
- Woudrichem (stad in de gemeente Altena)
- Wouw (dorp in de gemeente Roosendaal)
- Wouwse Hil (buurtschap in de gemeente Roosendaal)
- Wouwse Plantage (dorp in de gemeente Roosendaal)

## Z
- Zand (buurtschap in de gemeente Gemert-Bakel)
- 't Zand (buurtschap in de gemeente Alphen-Chaam)
- 't Zand (buurtschap in de gemeente Altena)
- Zandeind (buurtschap in de gemeente Goirle)
- Zandfort (buurtschap in de gemeente Woensdrecht)
- Zandhoek (buurtschap in de gemeente Boekel)
- Zandkant (buurtschap in de gemeente Tilburg)
- Zandkant (buurtschap in de gemeente Land van Cuijk)
- Zandoerle (dorp in de gemeente Veldhoven)
- Zandwijk (buurtschap in de gemeente Altena)
- Zeeland (dorp in de gemeente Maashorst)
- Zeelberg (buurtschap in de gemeente Valkenswaard)
- Zegge (dorp in de gemeente Rucphen)
- Zelt (buurtschap in de gemeente Oisterwijk)
- Zevenbergen (stad en hoofdplaats van de gemeente Moerdijk)
- Zevenbergen (buurtschap in de gemeente Bernheze)
- Zevenbergschen Hoek (dorp in de gemeente Moerdijk)
- Zevenhuis (buurtschap in de gemeente Maashorst)
- Zevenhuizen (buurtschap in de gemeente Heeze-Leende)
- Zevenhuizen (buurtschap in de gemeente Moerdijk)
- Zevenhutten (buurtschap in de gemeente Land van Cuijk)
- Zijp (buurtschap in de gemeente Boekel)
- Zijtaart (dorp in de gemeente Meierijstad)
- Zittard (buurtschap in de gemeente Veldhoven)
- Zoggel (buurtschap in de gemeente Bernheze)
- Zomerven (buurtschap in de gemeente Someren)
- Zondveld (buurtschap in de gemeente Meierijstad)
- Zuid Carolina (buurtschap in de gemeente Land van Cuijk)
- Zoomvliet (buurtschap in de gemeente Roosendaal)
- Zuidgeest (buurtschap in de gemeente Bergen op Zoom)
- Zundert (hoofdplaats van de gemeente Zundert)
- Zwarte Ruiter (buurtschap in de gemeente Steenbergen)
- Zwijnsbergen (buurtschap in de gemeente Meierijstad)
- Zwingelspaan (buurtschap in de gemeente Moerdijk)

Drenthe ·
Flevoland ·
Friesland ·
Gelderland ·
Groningen ·
Limburg ·
Noord-Brabant ·
Noord-Holland ·
Overijssel ·
Utrecht ·
Zeeland ·
Zuid-Holland